# ゲブヴィレール
ゲブヴィレール （フランス語:Guebwiller、ドイツ語:Gebweiler、アルザス語:Gawiller）は、フランス、グラン・テスト地域圏、オー＝ラン県のコミューン。

## 地理
ミュルーズの北西約23km、タンの北東約18kmに位置する。ヴォージュ山脈のふもと、フロリヴァル谷の入り口にあたる。ヴォージュ山脈最高峰グラン・バロンはコミューンの西約8kmにある。

## 歴史
ゲブウィレールが最古に登場するのは、774年に書かれたムルバッハ修道院の寄進証書においてである。その際に記された名はvilla Gebunvillareであった。当時は農地のみであった。中世都市が形成されたのは12世紀、サン＝レジェ教会とブルクスタール城の周囲である。1270年から1287年の間に、都市を囲む壁が建設された。ムルバッハ公領の首都であるゲブヴィレールは、1394年に人口1350人を数え、繁栄した。ムルバッハ修道院によるコミューン支配はフランス革命まで続いた。
三十年戦争中、スウェーデン軍にゲブヴィレールは征服され荒らされた。ミュンスター条約の結果1648年にフランス王国領となるが、1657年の人口は176人にすぎなかった。
19世紀、テキスタイル産業がフロリヴァル谷に導入され、ゲブヴィレールはミュルーズに次ぐアルザス第二のテキスタイル産業都市となった。羊毛や綿のリネンが製造されていた。
第二次世界大戦中のゲブヴィレールは、アルザス＝ロレーヌの他コミューン同様にナチス・ドイツに併合され、1945年2月に解放された。

## 出身者
- テオドール・デック - 陶芸家
- アルフレッド・カストレル